# Refugi Nacional de Fauna Salvatge Malheur
El Refugi Nacional de Fauna Salvatge Malheur (Malheur National Wildlife Refuge) és una àrea protegida situada a uns 48 quilòmetres al sud de la ciutat de Burns al sud-est d'Oregon (Estats Units). El refugi és un lloc popular per a l'observació d'ocells, la pesca, la caça i el senderisme. El refugi Malheur cobreix 757.4 quilòmetres quadrats. Constitueix un dels més de 500 refugis nacionals gestionats pel Servei de Pesca i Fauna Salvatge dels Estats Units.

## Història
La investigació arqueològica mostra que persones natives utilitzaven l'àrea ara gestionada pel refugi fa almenys 9.800 anys. Durant aquesta època, la Conca Harney contenia un enorme llac que cobria 1.030 quilòmetres quadrats. Els paiute del nord ocupaven la zona quan van arribar els primers europeus. La reubicació brutal de les paiute cap al nord a la reserva Yakima va permetre empresaris californians a establir grans bestiars a la conca Malheur. Peter French finalment va muntar 772 quilòmetres quadrats de terra pel seu ranxo. L'escala de les seves operacions va causar la disminució de recursos hídrics i tensions amb colons veïns, que van assassinar French el 1897.
Al mateix temps, molts caçadors de plomalls (plume hunters) van arribar al llac Malheur atrets pel creixent mercat de barrets emplomallats als finals del segle IXX. El conservacionista William Findley va fer una campanya de publicitat sobre la destrucció de colònies d'agrons, martinets, grues i ibis al llac Malheur, que va persuadir el president Theodore Roosevelt a proclamar la zona un refugi nacional de fauna salvatge el 1908. Malgrat aquesta designació, els ramaders de la zona van continuar utilitzant la terra dins del refugi per al pasturatge intensiu a taxes molt inferiors als preus de mercat almenys fins als anys 1970.
El 2001, els Hammond, una família ramadera amb permís per tenir el seu bestiar a la terra durant períodes específics, van causar un incendi per destruir l'evidència d'una caça de cérvols il·legal al refugi que va cremar 55 hectàrees. El 2006, els Hammond van cometre altre acte d'incendi intencional. A l'octubre de 2015, el pare i el fill van ser condemnats a cinc anys de presó per un jutge federal. El 2 de gener de 2016, un grup d'homes armats, que es diuen a si mateixos una milícia, va ocupar el centre de visitants del refugi Malheur. Van ser dirigits pels Bundy, uns ramaders que com el resultat d'un deute sense precedents de més d'un milió de dòlars per les seves taxes de pasturatge a terra pública gestionada per la BLM, van tenir un enfrontament amb policia federal en el seu ranxo de Nevada el 2014. Els Hammond han indicat que no donen cap suport a l'ocupació armada del refugi en nom seu.

## Ocells
El refugi nacional Malheur se situa a la Pacific Flyway, la principal  ruta migratòria d'ocells a la costa nord-americana del Pacífic. Bandades impressionants de 300.000 oques de les neus i oques de Ross, de centenars de milers d'ànecs i de milers de grues del Canadà passen per la zona cada primavera i tardor.
Dels prop de 800 espècies d'aus a Amèrica del Nord, prop de 320 s'han vist al refugi. Més de 130 espècies d'aus que nien de manera regular a Malheur.